# Anti-autoritarismo
L'anti-autoritarismo è l'opposizione all'autoritarismo, definito come "una forma di organizzazione sociale caratterizzata dalla sottomissione all'autorità", "che favorisce la completa obbedienza o sottomissione all'autorità in contrapposizione alla libertà individuale" e al governo autoritario. Gli anti-autoritari di solito credono nella piena uguaglianza di fronte alla legge e a forti libertà civili. Talvolta il termine anti-autoritarismo è usato come sinonimo dell'anarchismo, ideologia che implica l'opposizione all'autorità o all'organizzazione gerarchica nel condurre le relazioni umane (ciò comprende il sistema statale).

## Visioni e pratica
Quello del libero pensatore è un punto di vista filosofico che sostiene che le opinioni dovrebbero essere formate sulla base della logica, della ragione e dell'empirismo, piuttosto che dell'autorità, della tradizione o di altri dogmi.
Dopo la seconda guerra mondiale, c'era un forte senso di anti-autoritarismo basato sull'antifascismo in Europa. Ciò è stato attribuito alla resistenza attiva all'occupazione e alle paure derivanti dallo sviluppo delle superpotenze. L'anti-autoritarismo è stato anche associato a movimenti controculturali e bohémien. Negli anni '60, la Beat Generation era spesso politicamente radicale e in una certa misura i suoi atteggiamenti anti-autoritari furono assunti dagli attivisti negli anni '60. I movimenti hippy e controculturali degli anni '60 portarono avanti uno stile di vita e di attivismo idealmente attuato con mezzi anti-autoritari e non violenti. Questo stile è stato osservato come tale: "La via dell'hippy è antitetica a tutte le strutture di potere gerarchico repressive poiché sono avverse agli obiettivi hippy di pace, amore e libertà... Gli hippy non impongono le loro credenze agli altri. Invece, gli hippy cercano di cambiare il mondo attraverso la ragione e vivendo ciò in cui credono". Negli anni '70, l'anti-autoritarismo divenne associato alla sottocultura punk.